# Wereldkampioenschappen baanwielrennen 1934
De wereldkampioenschappen baanwielrennen 1934 werden van 10 tot en met 19 augustus 1934 gehouden in het Duitse Leipzig. Er stonden drie onderdelen op het programma, twee voor beroepsrenners en een voor amateurs.

## Uitslagen

### Beroepsrenners
| Onderdeel | Goud         | Goud           | Zilver         | Zilver         | Brons              | Brons     |
| --------- | ------------ | -------------- | -------------- | -------------- | ------------------ | --------- |
| Sprint    | Jef Scherens | België         | Albert Richter | nazi-Duitsland | Louis Gérardin     | Frankrijk |
| Stayeren  | Erich Metze  | nazi-Duitsland | Paul Krewer    | nazi-Duitsland | Eduardo Severgnini | Italië    |

### Amateurs
| Onderdeel | Goud           | Goud   | Zilver         | Zilver    | Brons           | Brons     |
| --------- | -------------- | ------ | -------------- | --------- | --------------- | --------- |
| Sprint    | Benedetto Pola | Italië | Arie van Vliet | Nederland | Christian Lente | Frankrijk |

### Medaillespiegel
| Plaats | Land           | Goud | Zilver | Brons | Totaal |
| 1      | nazi-Duitsland | 1    | 2      | 0     | 3      |
| 2      | Italië         | 1    | 0      | 1     | 2      |
| 3      | België         | 1    | 0      | 0     | 1      |
| 4      | Nederland      | 0    | 1      | 0     | 1      |
| 5      | Frankrijk      | 0    | 0      | 2     | 2      |
| Totaal | Totaal         | 3    | 3      | 3     | 9      |